# 武威锁阳城城址
武威锁阳城城址，亦称三骡城，是一座位于中国甘肃省武威市凉州区金羊乡赵家磨村南200米的汉代城址，现已列入甘肃省文物保护单位。学者认为此城为匈奴盖臧城，也即后来的西汉姑臧县城。两汉之交，姑臧县治迁往今武威城区，此城址随即废弃不用。
据考证，武威锁阳城城址本为匈奴盖臧城，西汉击退匈奴之后称姑臧县城。西汉末、东汉初时，姑臧县治迁往今武威城区，旧址遂废。
武威锁阳城城址平面为长方形，东西宽1,000米，由于城址被沙河冲断，南北长度无法确定。城址保存状态较差，城垣皆已不存，无法确定各城门的位置。遗址内现有两处明代寺庙遗址，仅残存有高2米的夯土台。遗址地面有灰陶残片、汉砖等物品散落。城址中曾出土泥质灰陶等文物。
此城并非瓜州县的锁阳城遗址（世界文化遗产“丝绸之路：长安-天山廊道路网”的组成部分）。